# Districtul Ain Kercha
Ain Kercha este un district din provincia Oum El Bouaghi, Algeria.